# آرزاماس
شهر آرزاماس (به روسی: Арзамас) در کشور روسیه و در اوبلاست نیژنی نووگورود واقع شده‌است.